# Pape Paté Diouf
Pape Paté Diouf (Dakar, Senegal, 4 de abril de 1986) es un futbolista senegalés. Juega de delantero y su equipo actual es el Odd de la Primera División de Noruega.

## Clubes
| Club          | País      | Año           | PJ | Goles |
| ------------- | --------- | ------------- | -- | ----- |
| Molde FK      | Noruega   | 2008 - 2011   | 54 | 27    |
| FC Copenhague | Dinamarca | 2011 - 2012   | 19 | 4     |
| Molde FK      | Noruega   | 2012          | 9  | 1     |
| FC Copenhague | Dinamarca | 2013 - 2014   | 0  | 0     |
| Esbjerg fB    | Dinamarca | 2014          | 8  | 1     |
| Molde FK      | Noruega   | 2014-2015     | 14 | 0     |
| Odd           | Noruega   | 2015          | 10 | 5     |
| Molde FK      | Noruega   | 2016          | 2  | 0     |
| Odd           | Noruega   | 2017-presente | 9  | 1     |